# Mastering
Il mastering (più correttamente il pre-mastering) è il processo fondamentale per creare il master originale di un album musicale partendo dalle tracce ottenute dopo il missaggio. Il master è quindi la copia dalla quale verranno stampate tutte le altre.

## Storia

### Le prime tecnologie
Prima dell'invenzione del mixer e dei microfoni, i dischi venivano registrati mediante l'uso di un diaframma di cera che, posizionato nella sala ripresa, vibrando trasmetteva l'energia acustica ad un tornio posto in una stanza adiacente, il quale creava direttamente il master incidendo in tempo reale l'esecuzione musicale sotto forma di solchi più o meno profondi in un disco master. Anche dopo l'invenzione dei mixer e dei microfoni, sebbene la qualità audio ne trasse notevole vantaggio, il master veniva scritto in tempo reale poiché mancava un supporto affidabile su cui registrare momentaneamente l'esecuzione per essere scritta successivamente sul master.
Agli albori, le fasi del processo di registrazione e di masterizzazione venivano eseguite interamente in modo analogico e meccanico. Gli artisti cantavano e suonavano in un grande corno acustico e il mastering veniva eseguito direttamente dal trasferimento acustico, dal diaframma del corno di registrazione al tornio di masterizzazione, generalmente posto in una stanza vicina. La testa di taglio, guidata dall’energia proveniente dal corno acustico, inscriveva una scanalatura modulata sulla superficie di un disco o cilindro rotante. Il master era generalmente realizzato o in lega di metallo o in cera.
Dalla metà degli anni ’20, dopo l’introduzione del microfono e dell’amplificatore elettrico, il processo di mastering divenne elettromeccanico. Dei torni di masterizzazione venivano, infatti, azionati elettricamente per il taglio dei master e, fino all’introduzione della registrazione a nastro, tutti i master venivano tagliati direttamente su disco. Le registrazioni masterizzate sfruttando il materiale registrato in precedenza, e proveniente da altri dischi, erano la minoranza.

### L’introduzione del nastro magnetico
Alla fine degli anni ’40, l’industria di registrazione fu rivoluzionata dall’introduzione del nastro magnetico. Il nastro magnetico fu inventato per le registrazioni da Fritz Pfleumer, in Germania, nel 1928, il quale si basò sull’invenzione della registrazione a filo magnetico di Valdemar Poulsen, del 1898. Questa nuova tecnologia fu disponibile al di fuori della Germania solo a partire dalla fine della Seconda Guerra Mondiale. L’introduzione del nastro magnetico rese possibile il taglio separato dei master, rispetto al processo di registrazione.
Sebbene i nastri e gli altri progressi tecnologici abbiano drasticamente migliorato la qualità audio delle registrazioni commerciali, a partire dal dopoguerra, i vincoli del mastering elettromeccanico rimasero i medesimi e le limitazioni fisiche dei principali supporti commerciali per la registrazione (il 78 giri, il 45 giri in seguito e l’LP), rappresentavano dei limiti per la qualità audio, la gamma dinamica e il tempo di esecuzione dei master, rispetto ai mezzi futuri come, ad esempio, i compact disc.

### Il processo di masterizzazione elettromeccanico
Dagli anni ’50 fino all’avvento della registrazione digitale, degli anni ’70, il processo di masterizzazione si suddivideva in varie fasi. Una volta completata la registrazione multi-traccia in studio, veniva preparato un mix finale, rimandato al master, generalmente un nastro stereo singolo o a doppia traccia. Prima del taglio del master, il nastro veniva trattato elettronicamente ulteriormente da un ingegnere specializzato. In particolare, per migliorare la qualità del disco, veniva regolata l’ampiezza del suono su diverse bande di frequenza (equalizzazione), prima di tagliare il master.
Il mastering divenne così un elemento indispensabile e molto ricercato nell’industria musicale, che poteva sancire il successo, o meno, di un prodotto pop. Nacquero, così, numerosi studi indipendenti per la masterizzazione e, i primi ingegneri indipendenti, furono Doug Sax, Bob Ludwig, Bob Katz, Bernie Grundman e Danny Purcell.

## Scopi
Il Mastering ha fondamentalmente due scopi:
1. Amalgamare i brani presenti su un album (a meno che non si tratti di un singolo brano) decidendone la scaletta, le pause tra i brani e uniformandone i volumi, la risposta in frequenza e l'immagine stereofonica.
2. Ottimizzare la resa sonora dei brani rispetto al supporto su cui verrà stampato l'album (cd, DVD, vinile o altro) facendo sì che il disco riesca a suonare al meglio su qualsiasi supporto venga riprodotto.

## Aspetti correlati
Grazie allo sviluppo del digitale nell'audio, è aumentata la possibilità di intervenire a posteriori su un qualsiasi aspetto di una registrazione senza alcuna perdita qualitativa, anzi, spesso ottenendo risultati migliori del materiale di partenza. Sempre più fonici di ripresa cominciarono a trascurare l'accuratezza della ripresa microfonica pensando di poter colmare eventuali lacune in fase di editing e di missaggio. Al loro pari anche in fase di missaggio si tendeva a trascurare alcuni dettagli produttivi pensando che sarebbe stato il mastering, ultimo anello della catena, a dover da solo definire o stravolgere completamente il suono di un brano.
Dopo l'avvento dell'audio digitale, sappiamo perfettamente che è fondamentale che ogni stadio della catena produttiva di un disco lavori al suo meglio se si vogliono ottenere buoni risultati, inoltre è risaputo che l'anello più debole della catena è sempre il primo, quindi nel nostro caso la registrazione della sorgente sonora. Il Mastering non ha la possibilità di stravolgere completamente il lavoro fatto in precedenza; d'altro canto è vero che partendo da tracce ben registrate e ben mixate è possibile ottenere un ottimo suono finale con un buon mastering. Gran parte delle leggende metropolitane legate al mastering sono nate alla fine dello scorso decennio quando si è iniziato ad attuare dei bruschi interventi di compressione dinamica in fase di mastering. Queste scelte operative erano dettate dalle case discografiche che volevano che i loro brani suonassero a volumi più sostenuti.
Era più facile che un brano con un volume maggiore attirasse l'attenzione degli ascoltatori di una stazione radio. In effetti, psicoacusticamente parlando, risulta che le persone in genere trovino inconsciamente più piacevoli i brani con una pressione sonora maggiore. Il risultato fu l'appiattimento dinamico dei dischi dell'epoca. Andando ad analizzare la forma d'onda di un brano dai primi anni novanta in poi, scopriremmo che essa non presenta picchi ma rimane perlopiù vicina agli 0 dB, limite invalicabile dell'audio digitale. È fondamentale precisare che quanto descritto è appannaggio quasi esclusivamente della musica pop. 
Per quanto concerne la musica jazz, quella classica ed altri generi di musica perlopiù acustici, questo problema non è mai sorto in quanto gli interventi di mastering su questi generi tendono a non snaturare il carattere spettrale e dinamico della registrazione, ma si limitano solamente ad adattare al meglio i brani al supporto.

## Il mastering professionale
Lo studio di mastering professionale di solito ha una dotazione di macchine minima, confrontata con quella di uno studio di registrazione professionale. In realtà le poche macchine presenti sono più che sufficienti a svolgere il lavoro di mastering. Inoltre è possibile che si siano investite cifre molto più grandi per le poche macchine presenti nello studio di mastering, dato che si tratta di dispositivi costosissimi, spesso artigianali o costruiti su misura per lo studio, in ogni caso non di strumentazione facilmente reperibile.
D'altro canto, oltre ai supporti necessari per leggere il premaster, la strumentazione base è di solito costituita da un compressore (spesso multibanda), un limiter, un equalizzatore ed un processore dell'immagine stereofonica. Un altro motivo per il quale lo studio di mastering ha un arredamento più essenziale rispetto a quello di registrazione risiede in ragioni di ordine acustico. In uno studio di mastering l'ambiente d'ascolto, al pari dei diffusori, è la cosa che conta di più; l'acustica della stanza deve essere curata al massimo al fine di permettere un ascolto quanto più lineare possibile. Il suono, emesso da monitor di estrema qualità, non deve avere la possibilità di essere riflesso da oggetti presenti nella stanza, quindi anche l'arredamento sarà minimale e ben studiato. Il fonico di mastering (ingegnere di mastering per gli anglofoni), al pari del fonico di registrazione, ma ancora più di questo, deve avere un'ottima conoscenza tecnica unita ad uno spiccato senso estetico.
Al fonico di mastering tocca l'ultima parte tecnico-creativa per la realizzazione dell'album.
Il fonico di mastering non ha le orecchie affaticate dai continui ascolti in fase di missaggio quindi è più facile individuare al primo ascolto le possibili pecche all'interno del missaggio. È fondamentale disporre di tracce ben missate poiché il mastering non è in grado di stravolgere totalmente gli equilibri all'interno di un brano. Una volta presa nota di quello che deve essere corretto, il fonico lavorerà affiancato dal produttore del disco il quale, avendo in mente il suono definitivo dell'album, supervisionerà le scelte del fonico per raggiungere il risultato finale.

## Procedimento
Di solito le operazioni base del mastering sono le seguenti:
1. Trasferire le tracce audio registrate su una Digital Audio Workstation. Questo è opzionale in quanti molti preferiscono eseguire il mastering analogico dal nastro.
2. Mettere in sequenza le tracce interponendo tra esse le pause desiderate.
3. A questo punto è possibile eseguire tutta una serie di operazioni sull'audio ove necessario:
  - Livellare i volumi
  - Editare piccoli difetti
  - Ridurre i fruscii di fondo
  - Limitare i picchi dinamici delle tracce
  - Comprimere la dinamica
  - Espandere la dinamica
  - Regolare l'ampiezza dell'immagine stereofonica
  - Aggiungere un'ambienza
  - Effettuare assolvenze ad inizio brano e/o dissolvenze a fine brano
  - Uniformare lo spettro delle diverse tracce
  - Uniformare la dinamica delle tracce e far sì che sfruttino al massimo tutta la gamma dinamica messa a disposizione del supporto.

Tipicamente la catena di processori nei quali passa l'audio è così costituita:
Equalizzatore>Riverbero>Compressore>Eccitatore Armonico>Processore di immagine stereofonica>Limiter>Dither
Ovviamente è possibile tanto invertire l'ordine dei processori (fatta eccezione per il dither che deve chiudere la catena) quanto bypassare l'utilizzo di alcuni di questi, secondo le esigenze. Infine si dovrà trasferire l'audio nel formato finale del master effettuando, se necessario, il dithering delle tracce. Riveste particolare interesse ai fini della bontà del mastering, la creazione dell'opportuna ambienza, anche per simulare virtualmente lo spazio dove l'ascoltatore debba immaginare che si stia eseguendo la riproduzione. A tal fine sono di ausilio i processori DSP di immagine stereofonica, che elaborando opportunamente il segnale, riescono, tramite ritardi temporali, differenziazione di livello e variazioni di fase, a generare una olografia sonora comunque complessa, e secondo le necessità imposte dal tecnico del suono, determinando una collocazione spaziale dei suoni che coinvolge gli spazi anteriori e posteriori oltre che quelli laterali, dei diffusori stessi.